# Перекличка после боя, Крым
«Перекличка после боя, Крым», более известна как «Перекличка» (англ. Calling the Roll After An Engagement, Crimea; The Roll Call) — картина британской художницы-баталистки Элизабет Томпсон, написанная в 1874 году. Находится в Королевской коллекции в Великобритании.

## Сюжет и описание
На картине изображена перекличка солдат гренадерской гвардии во время Крымской войны. Полотно создавалось для изображения события, последовавшего после Инкерманского сражения в 1854 году, но предназначалось для того, чтобы показать более общую сцену войны. Нерегулярная шеренга рядовых стоят на снегу в шинелях и медвежьих шапках, многие явно истощены или ранены. Один из рядовых упал на ледяную землю. Офицер верхом на лошади наблюдает, как сержант делает отметку о поверке.
Картина хорошо прописана, что отражает академическое образование Томпсон, но художница отказалась от традиционной пирамидальной композиции исторических картин, посвящённых какому-либо выдающемуся полководцу, таких как «Смерть генерала Вольфа» (1770) Бенджамина Уэста или «Смерть майора Пирсона» (1783) Джона Синглтона Копли, в пользу более демократичного линейного расположения с акцентом на обычного солдата. Холод зимы показан доминирующими оттенками чёрного, серого, белого и коричневого, контрастирующих с небольшими вкраплениями красного от униформы и знамён. 

## История
Прочитав отрывки из «Вторжения в Крым» английского военного историка и писателя Александра Уильяма Кинглейка, Томпсон написала подготовительные этюды крымских ветеранов в 1873 году, прежде чем приступить к работе над большим полотном. Томпсон, которой тогда было 26 лет и которая почти никому не была известна, представила картину в Королевскую академию художеств на летнюю выставку 1874 года. Работа была принята очень благосклонно: отборочная комиссия аплодировала. Томпсон (леди Батлер) также получила овации стоя коллег-художников в день вернисажа. Картина стала очень популярной, когда её выставили в престижной Галерее №2. Батлер написала, что она проснулась и «стала знаменитой». Полицейский должен был стоять у перил, чтобы сдерживать толпу (что случилось всего трижды в истории, ранее при экспонировании картин «Ветераны Челси, читающие депешу Ватерлоо» Дэвида Уилки в 1822 году и «День Дерби» Уильяма Пауэлла Фрита в 1858 году). Картина Томпсон была также отмечена принцем Альбертом в его речи на банкете Академии.
Картина гастролировала по стране, вызвав большой ажиотаж. Художник Уильям Холман Хант в своей книге «Прерафаэлитизм» отметил, что «это тронуло сердце нации, как мало какая из картин».
Работа была заказана за 100 фунтов стерлингов промышленником из Манчестера Чарльзом Галлоуэем. Однако королева Виктория настояла на том, чтобы её выкупила казна и работа остаётся в Королевской коллекции.